# Callisthene inundata
Callisthene inundata är en tvåhjärtbladig växtart som beskrevs av O.L.Bueno, A.D.Nilson och R.G.Magalh.. Callisthene inundata ingår i släktet Callisthene och familjen Vochysiaceae. Inga underarter finns listade i Catalogue of Life.